# Višňová (okres Liberec)
Višňová (německy Weigsdorf) je obec v okrese Liberec v Libereckém kraji. Leží u česko-polských státních hranic. V obci žije přibližně 1 400 obyvatel.

## Historie
První písemná zmínka o Višňové pochází z roku 1334 a je ve jménu Petrus de Wicgnandisdorf, kostel nad obcí je písemně doložen roku 1346. Pojmenování se z původního Wicgnandisdorf změnilo na Weigsdorf, které se používalo až do roku 1948. Obec se historicky dělila na tři části: Horní Višňovou, patřící k zawidówskému panství, Střední Višňovou, patřící k Žitavě a Dolní Višňovou, patřící k panství frýdlantskému, přičemž průběh hranice mezi Čechami a Horní Lužicí tu byl podobně komplikovaný, jako v případě bývalých státních hranic v Oldřichově na Hranicích.
Toto rozdělení bylo zrušeno v roce 1848 při úpravě zemských hranic. Tak vznikly dvě obce: česká a saská. Saská část tehdejší Višňové leží dnes v Polsku a nazývá se Wigancice Żytawskie.
Již po třicetileté válce se v obci rozmohlo pěstování lnu a tkalcovství a koncem 18. století také bavlnářství. Ve druhé polovině 19. století se však začala prosazovat moderní strojová výroba v továrnách. Námezdní práce v továrnách se společně s výrobou domácí staly nejčastějším způsobem obživy obyvatel Višňové. Pouze menší část obyvatel se živila výhradně zemědělstvím. Kvůli pokračující industrializaci byly v oblasti postaveny moderní komunikace: silnice ze Saska roku 1852, do Frýdlantu roku 1872. Rozhodující pro další hospodářský rozvoj oblasti bylo postavení železnice Liberec – Frýdlant – Zawidów a zdejšího nádraží (1875).

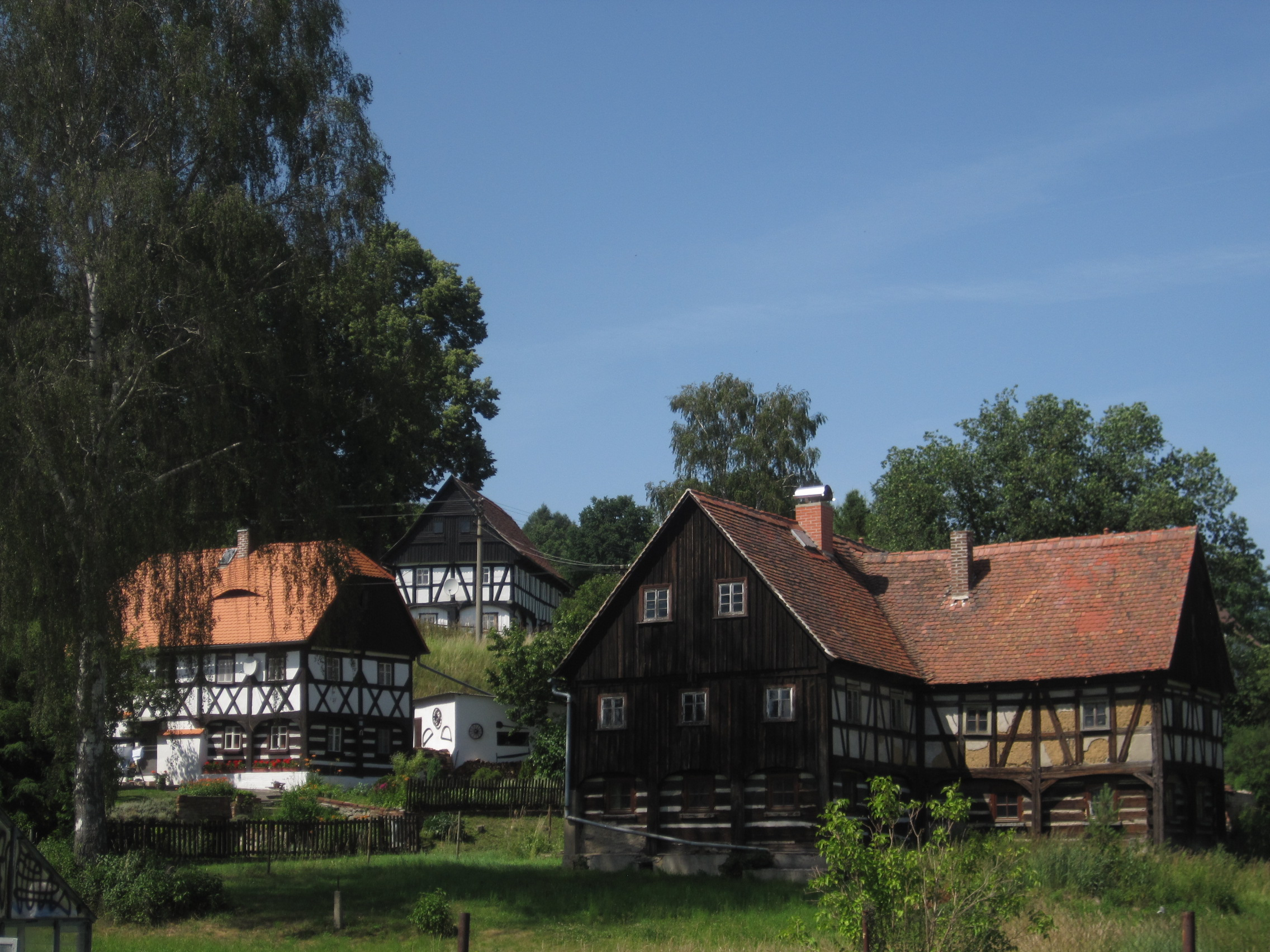
Lidová architektura

Po druhé světové válce roku 1945 se do Višňové přistěhovali rodiče pozdějšího českého novináře, senátora a europoslance Jaromíra Štětiny, který zde strávil své mládí. Inspirován svými zážitky a dějinnými událostmi, jež probíhaly v pohraniičí, Štetina sepsal a roku 2010 vydal sbírku povídek nazvanou Gravitace.
První písemná zmínka o vsi Andělka je z roku 1340, její původní jméno bylo Engilsdorf, později Engelsdorf. Na Andělov změnila jméno obce zde umístěná československá vojenská jednotka. Konečně roku 1945 bylo jméno obce úředně změněno na Andělka. K obci patřily od roku 1850 osady Filipovka, Loučná a Sáň. Samosprávná byla Andělka do roku 1980, kdy byl zdejší Místní národní výbor sloučen s MNV Višňová.
Víska (Dörfel) je připomínána již v roce 1396, kdy patřila k závidovskému panství. K Čechám připadla až v roce 1848 při úpravě hranic. Byla nejprve částí Višňové, od roku 1880 byla samostatná. Víska se skládá ze dvou částí: severní a lépe zachované jižní, kde se nachází množství hrázděných domů. Ve Vísce se od roku 1853 těžilo uhlí, později zde byla postavena mechanická tkalcovna podnikatele Hermanna Pollacka a další tkalcovna a barvírna Carl Engemann. Na řece Smědé byla postavena vodní elektrárna vyrábějící proud také pro okolní obce.
Na konci 13. století byl v místě, kde do té doby stála kaplička, jež zde měla být již roku 1160, vybudován raně gotický kostel svatého Ducha. Po druhé světové válce se sice ocitl na polském území, leč později byl předán Československu.
Obec v roce 2000 neúspěšně usilovala o zisk titulu Vesnice roku. Opětovně se o titul ucházela i v roce 2023.

## Přírodní poměry
Obec leží v nivě řeky Smědé při česko-polské státní hranici. Přírodní rezervace Meandry Smědé, která leží na území obce, byla zřízena k ochraně přírodního rázu údolní nivy této podhorské řeky. Územím obce dále protéká Pertoltický potok a je v něm Dubový rybník o rozloze asi dvanáct hektarů.
Na území obce se nachází Pohanské kameny – skupina mohutných balvanů z rumburské žuly.

## Obyvatelstvo
| Rok            | 1869 | 1880 | 1890 | 1900 | 1910 | 1921 | 1930 | 1950 | 1961 | 1970 | 1980 | 1991 | 2001 | 2011 | 2021 |
| -------------- | ---- | ---- | ---- | ---- | ---- | ---- | ---- | ---- | ---- | ---- | ---- | ---- | ---- | ---- | ---- |
| Počet obyvatel | 564  | 602  | 571  | 534  | 588  | 615  | 666  | 520  | 449  | 491  | 570  | 540  | 541  | 541  | 530  |
| Počet domů     | 104  | 108  | 113  | 125  | 121  | 121  | 141  | 120  | 303  | 92   | 102  | 109  | 113  | 115  | 115  |

## Obecní správa

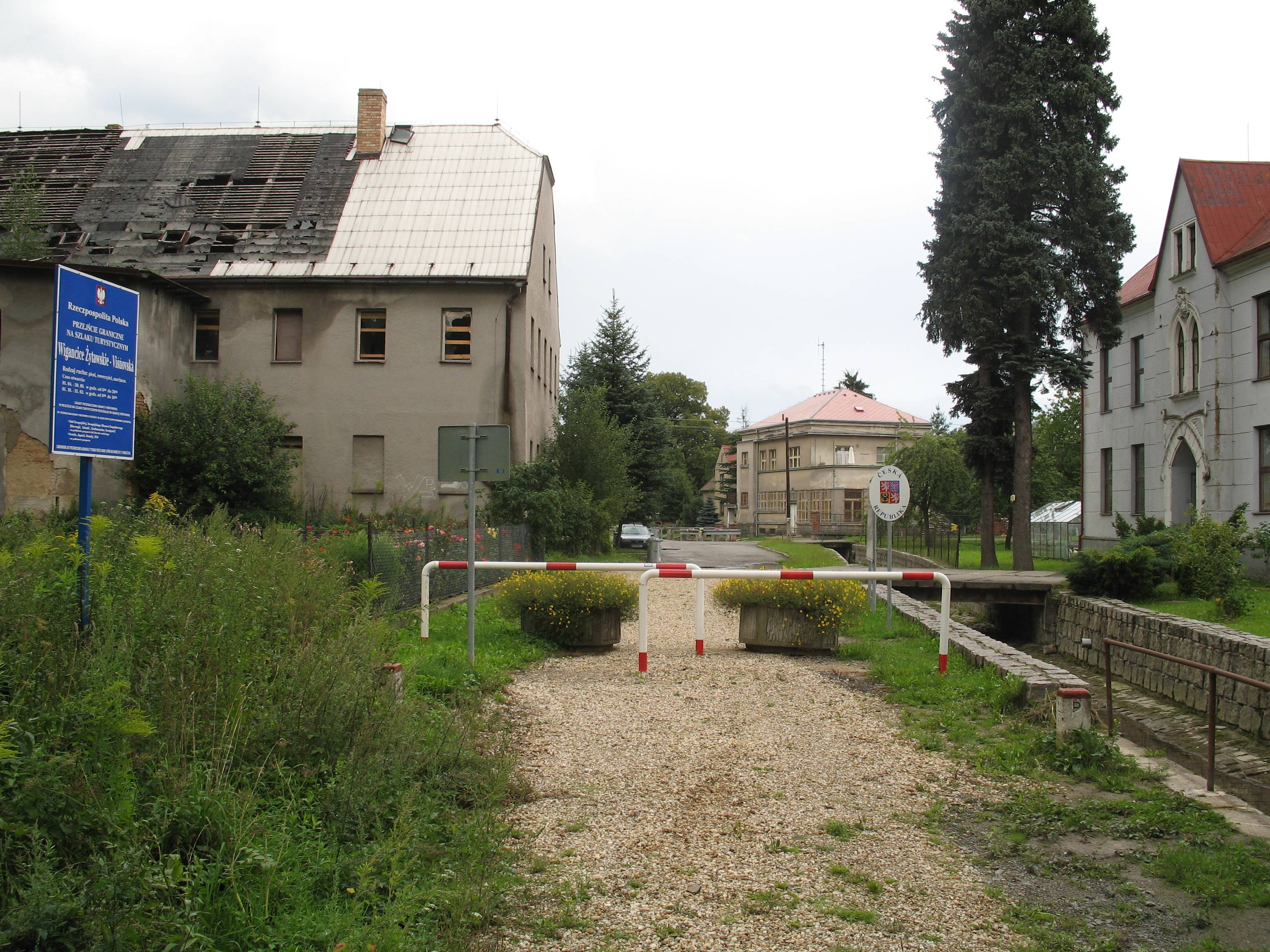
Hraniční přechod, v pozadí vpravo obecní úřad

### Části obce
Obec tvoří devět vsí:
- Andělka
- Filipovka
- Loučná
- Minkovice
- Poustka
- Předlánce
- Saň
- Víska
- Višňová

### Zastupitelstvo a starosta
Po komunálních volbách konaných v roce 2014 se starostou obce stal Tomáš Cýrus, jenž vystřídal v této funkci Vladimíru Erbanovou.

## Doprava
Višňová leží na železniční trati z Frýdlantu do Černous, na které je zřízena železniční stanice Višňová. Železnice zde zahájila přepravu 1. července 1875.
S Frýdlantem a okolními obcemi má Višňová také spojení silniční. V osadě Andělka je hraniční přechod do polské obce Lutogniewice pro pěší (možné projet i osobním autem), v obci Višňová je turistický přechod do Wigancice Źytawskie.

## Školství
V obci je mateřská a základní škola.

## Pamětihodnosti

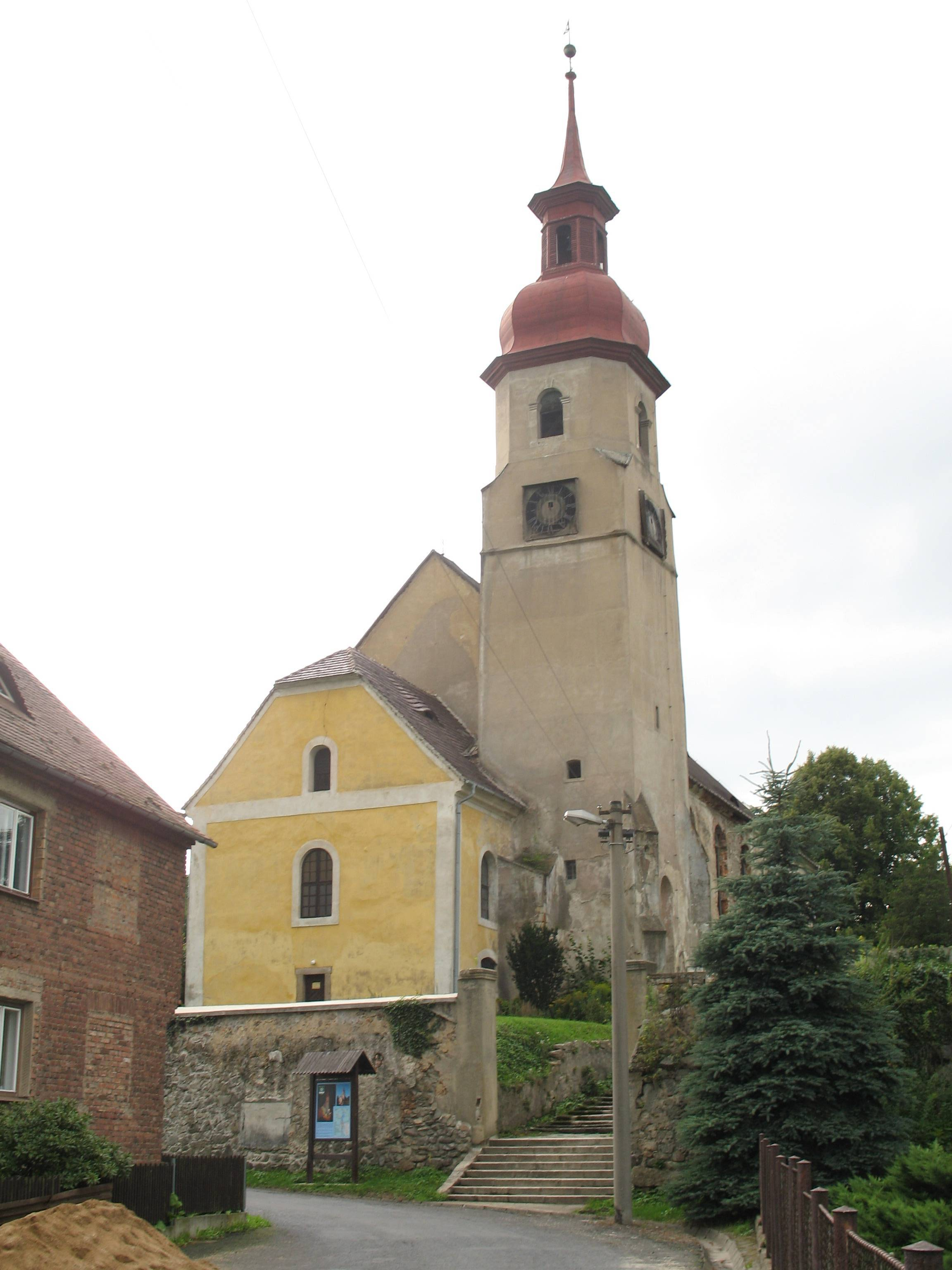
Kostel Seslání svatého Ducha

- Hrázděné domy jsou typickou ukázkou hornolužické architektury; mezi hrázděnými objekty jsou chráněy domy číslo popisné 5, 18 či 41 nebo 75.[5]
- Kostel Seslání svatého Ducha
- Kostel sv. Anny v Andělce byl poprvé zmiňován v roce 1464, nový kostel byl postaven roku 1785.
- Dub ochránce – stopadesátiletý strom, jenž během povodní 2010 svým kmenem zastavil naplaveniny, čímž zachránil domy ve Višňové.[13] V roce 2013 zvítězil v anketě Strom roku[14] Následně postoupil do celoevropského klání, v němž obsadil páté místo. Během září 2014 provedli arboristé v jeho koruně zdravotní řez.[13]